# Pontiac Executive
La Executive è un'autovettura full-size prodotta dalla Pontiac dal 1967 al 1970.
La denominazione "Executive" sostituì la designazione Star Chief. La nuova denominazione cominciò ad essere utilizzata nel 1966 quando tutte le Pontiac in questa gamma furono denominate "Star Chief Executive", anche se ciò avvenne solo per l'anno citato. A partire dal 1967 venne poi utilizzato semplicemente il nome "Executive".
Le Executive possedevano un allestimento interno più lussuoso, un numero maggiore di accessori, un passo di misura superiore ed una lunghezza totale maggiore delle Catalina, ma non erano così lussuose come le Bonneville, anche se condividevano con queste ultime alcune dimensioni.
Meccanicamente, le Executive erano quasi identiche alle Catalina. I motori disponibili per la Executive facevano parte della gamma di propulsori della Catalina. Erano il V8 da 6,6 L di cilindrata e carburatore doppio corpo da 265 CV di potenza, il V8 da 7 L ed 390 CV ed il V8 da 7,5 L e 370 CV. Il cambio disponibile di serie fu una trasmissione manuale a tre velocità con leva montata sul piantone dello sterzo. Nel 1967 e nel 1968 fu disponibile un cambio Hurst manuale a quattro velocità con leva sul pavimento. Comunque, il 98% delle Executive erano equipaggiate con il cambio automatico Turbo Hydra-Matic a tre rapporti.
Le Executive erano disponibili con carrozzeria berlina quattro porte, hardtop due e quattro porte, e familiare quattro porte. Quest'ultima era conosciuta come Safari. La Safari della Executive differiva da quelle della Catalina e della Bonneville per la presenza di pannelli in finto legno. Non vennero offerte Executive cabriolet.
Gli esemplari di Executive prodotti furono: 
- 1967: 35.491 unità;
- 1968: 32.597 unità;
- 1969: 25.845 unità;
- 1970: 21.936 unità.

Il pianale B della General Motors prodotto dal 1965 al 1970, su cui si basava la Executive, fu la quarta piattaforma più venduta di sempre, dopo il Volkswagen Maggiolino, la Ford Model T e la Lada Riva.
Durante gli anni in cui fu prodotta, la Executive fu la Pontiac full-size che vendette meno.
La Executive fu sostituita nel 1971 dalla Catalina Brougham.